# Don Hultz
William Donald Hultz, detto Don (Moss Point, 16 dicembre 1940), è un ex giocatore di football americano statunitense che ha giocato nel ruolo di Defensive tackle per i Minnesota Vikings, Philadelphia Eagles e Chicago Bears della National Football League (NFL). Selezionato nell'ambito del Draft NFL 1963, fu ingaggiato dai Vikings. Hultz aveva in precedenza giocato a football presso l'Università del Sud Mississippi.
È figlio di Wilfred R. e Faye Hultz..
Suo fratello, George Hultz, ha giocato anche lui a football a Grand Bay, Alabama e in seguito all'Università del Mississippi del Sud. Fu selezionato nel Draft NFL del 1961 dai St. Louis Cardinals e giocò una stagione nella NFL come offensive tackle. Successivamente, ha lavorato come wrestler professionista per il promotore Nick Gulas. Ha lottato contro Buddy Wolfe, un altro ex giocatore della NFL, tra gli altri. Suo figlio ha giocato a football al college e suo nipote, Sam, gioca nella sua lega cittadina.

## Carriera universitaria
Da adolescente, Hultz ha iniziato a giocare a football alla Mobile County High School di Grand Bay, in Alabama. Dopo essersi diplomato, ha giocato a football universitario all'Università del Mississippi del Sud a Hattiesburg, nel Mississippi, dove ha giocato sia in posizioni offensive che difensive. Nel 1962, durante l'ultimo anno di Hultz, la squadra di football del Mississippi del sud vinse il campionato nazionale UPI Small College.

## Carriera professionistica
Dopo il college, Hultz ha firmato come free agent per giocare nella NFL con i Minnesota Vikings. Ha giocato la sua prima stagione con i Vikings nel 1963. Prima della stagione 1964 è stato scambiato come parte di un affare ai Philadelphia Eagles dove ha giocato le seguenti 9 stagioni. Durante quei primi dieci anni (sia ai Minnesota che a Filadelfia) indossava il numero 83. Dopo la stagione 1972 fu ceduto ai Chicago Bears dove giocò la sua ultima stagione nel 1973. Durante quell'ultimo anno ha indossato il numero 67. Mentre era in NFL, Hultz ha giocato come defensive end, defensive tackle e linebacker.
Hultz detiene il record della NFL per numero di fumble degli avversari recuperati in una stagione, nove, nel 1963, la sua stagione da rookie.